# Lygodactylus keniensis
Lygodactylus keniensis är en ödleart som beskrevs av  Parker 1936. Lygodactylus keniensis ingår i släktet Lygodactylus och familjen geckoödlor. Inga underarter finns listade i Catalogue of Life.